# Liste der Mitglieder der American Academy of Arts and Sciences/1984
Im Jahr 1984 wählte die American Academy of Arts and Sciences 91 Personen zu ihren Mitgliedern.

## Neugewählte Mitglieder
- Werner Arber (* 1929)
- Herbert George Baker (1920–2001)
- George Bernard Benedek (* 1928)
- Stephen James Benkovic (* 1938)
- Robert George Bergman (* 1942)
- Seweryn Bialer (1926–2019)
- John Michael Bishop (* 1936)
- Günter Klaus-Joachim Blobel (1936–2018)
- Heinrich Theodor Böll (1917–1985)
- William Browder (1934–2025)
- Burrell Clark Burchfiel (1934–2024)
- Karl Wilhelm Butzer (1934–2016)
- George Cardona (* 1936)
- Fernando Henrique Cardoso (* 1931)
- Thomas Clark Chalmers (1917–1995)
- Henry Nichols Cobb (1926–2020)
- Ralph Cohen (1917–2016)
- Stanley Cohen (1922–2020)
- Minor Jesser Coon (1921–2018)
- Samuel J. Danishefsky (* 1936)
- Norman Ralph Davidson (1916–2002)
- Igor Mikhailovich Diakonov (1915–1999)
- Melvin Aron Eisenberg (* 1934)
- Taslim Olawale Elias (1914–1991)
- Raymond Leo Erikson (1936–2020)
- Charles John Fillmore (1929–2014)
- Gerald R. Fink (* 1940)
- Morris Paul Fiorina (* 1946)
- Dietrich Fischer-Dieskau (1925–2012)
- Dagfinn Kåre Føllesdal (* 1932)
- François Furet (1927–1997)
- Ian Michael Glynn (1928–2022)
- William Theodore Golden (1909–2007)
- Edward Grant (1926–2020)
- Jürgen Habermas (* 1929)
- John Charles Harsanyi (1920–2000)
- Robert Mason Hauser (* 1942)
- Stephen William Hawking (1942–2018)
- Joseph Frederick Hoffman (1925–2022)
- Nick Holonyak (1928–2022)
- Jasper Johns (* 1930)
- John Kaplan (1929–1989)
- William David Kingery (1926–2000)
- Donald Frederick Lach (1917–2000)
- Kelvin John Lancaster (1924–1999)
- Nicole Marthe Le Douarin (* 1930)
- David Benjamin Lewin (1933–2003)
- Jack Lewis (1928–2014)[1]
- Lewis Henry Lockwood (* 1930)
- Domenico Maffei (1925–2009)
- David Raymond Mayhew (* 1937)
- Hugh O’Neill McDevitt (1930–2022)
- Robert Lawrence Middlekauff (1929–2021)
- Sally Falk Moore (1924–2021)
- Cathleen Synge Morawetz (1923–2017)
- James Newton Morgan (1918–2018)
- Hamish Nisbet Munro (1915–1994)
- William D. Nordhaus (* 1941)
- Robert Nozick (1938–2002)
- Joseph Samuel Nye (1937–2025)
- Tomoko Ohta (* 1933)
- Barbara Hall Partee (* 1940)
- David Henry Pinkney (1914–1993)
- Paul Linford Richards (1934–2024)
- Sidney Dillon Ripley (1913–2001)
- Sherwin Rosen (1938–2001)
- Robert Rosenblum (1927–2006)
- Matthew Daniel Scharff (* 1932)
- Jacob Theodore Schwartz (1930–2009)
- James Burton Serrin (1926–2012)
- Karl Barry Sharpless (* 1941)
- Eytan Sheshinski (* 1937)
- Anthony Edward Siegman (1931–2011)
- Hugo Freund Sonnenschein (1940–2021)
- Janet Taylor Spence (1923–2015)
- Charles F. Stevens (1934–2022)
- Monkombu Sambasivan Swaminathan (1925–2023)
- Lester Carl Thurow (1938–2016)
- Susumu Tonegawa (* 1939)
- Donald Warren Treadgold (1922–1994)
- Ralph Herbert Turner (1919–2014)
- James William Valentine (1926–2023)
- Simon van der Meer (1925–2011)
- Robert Venturi (1925–2018)
- John Voss (1917–2008)
- James Chuo Wang (* 1936)
- David Todd Wilkinson (1935–2002)
- Philip Maynard Williams (1920–1984)
- Edward Witten (* 1951)
- Charles Alan Wright (1927–2000)
- Bruno Zumino (1923–2014)